# 熱帶性低氣壓WP182009
熱帶性低氣壓WP182009是2009年太平洋颱風季第18個獲聯合颱風警報中心升為熱帶低氣壓的熱帶氣旋。該熱帶性低氣壓雖然結構較弱且生命短暫，但帶給馬里亞納群島幾陣驟雨，其活躍期間，西北太平洋海面上還有颱風凱莎娜、颱風芭瑪及颱風米勒活躍。此系統後期受到芭瑪及米勒的雙颱效應影響，持續減弱而消散，最終其殘留雲系併入芭瑪之中。
在此系統抵達關島前，美國國家氣象局對其發布熱帶氣旋監測及警報，隨後關島進入緊急狀態並發放救急補助，但由於風暴強度較小，並未造成重大損失，僅對當地造成強風與陣雨。

## 氣象歷史
本段強度分級以世界氣象組織分級敘述。依臺灣中央氣象局的標準，「颱風」即強度被評級為輕度颱風以上的熱帶氣旋。
一個低壓區在9月24日於波納佩州東北偏東約725公里之海面上生成，該低壓區在發展的同時，持續有深對流發展並圍繞其環流中心。26日，該低壓區持續發展出強對流，日本氣象廳於當日晚間將其升格為熱帶性低氣壓，聯合颱風警報中心在同日對該系統於1日內形成熱帶氣旋的機會評為「高」，並同步發出熱帶氣旋形成警報。
雖然該系統有短暫增強的跡象，但在9月28日開始，該系統的對流開始有顯著減弱，隨著颱風芭瑪的生成，使得氣象機構對相關系統的預報更加複雜，該系統在當天晚上的路徑轉向西北偏西，以影響位在其上方的副熱帶高壓，也造成系統高低層結構嚴重分離，中心幾乎沒有任何對流發展。29日上午，該系統被觀測到中心重新有對流發展，聯合颱風警報中心一度將其升格為熱帶風暴，但最終在事後的分析中，認定其巔峰並未達到熱帶風暴的標準。
在聯合颱風警報中心將其升格為熱帶風暴期間，日本氣象廳認定其已達巔峰，中心最低氣壓達999百帕；然而，持續受到颱風芭瑪及颱風米勒的影響，造成此系統在接近關島過程中，對流持續減弱。在掠過關島後，其底層遭到破壞，結構難以維持，系統結構消散，日本氣象廳與聯合颱風警報中心亦對其發布最終警報。

## 防災及影響

氣象雷達觀測此系統消散前掠過關島的雨帶。

在此系統升格為熱帶性低氣壓後，美國國家氣象局針對關島與羅塔島發布熱帶氣旋監測，翌日，此系統升格為熱帶風暴後，美國國家氣象局隨即將熱帶氣旋監測改發為熱帶氣旋警報，關島隨即啟動災害應變中心，並通知島上的公立學校停課且關閉校園。馬里亞納群島在此系統影響前即發出警告，但當地居民大多數沒有注意到警告，五金行的銷售額雖略有成長，但仍未有足夠的手電筒與發電機，使得當地大多數人未獲得充分的防災準備。當地政府總共開設12個緊急避難所，但並沒有提供補給，僅建議民眾攜帶至少3日以上的食物與水。
隨著此系統逐漸接近關島，時任關島州長菲力克斯·佩雷斯·卡馬喬宣布關島進入緊急狀態，同時撥出25萬美元投入救災，島上軍方所使用的熱帶氣旋戒備狀態（TCCOR）亦提升至最高級別，約有250名居民在29日在上午9時開始至避難所避難，往返關島的航班亦取消，羅塔島的熱帶氣旋戒備狀態亦達到三級。美國海軍在風暴期間，共有5艘艦艇與1艘潛艇出海防災，僅有1艘潛艇無法離開停留在港口。紅十字會亦佈署100名救災人員为此系統所造成可能的損失進行準備。
此系統在29日晚間至30日上午經過關島與羅塔島時帶來陣風及雨勢，風暴掠過不久後，關島州長菲力克斯·佩雷斯·卡馬喬宣布將熱帶氣旋戒備狀態降至四級並取消所有熱帶風暴警報，當地避難所亦於30日下午5時關閉。